# Garwood Valley
Das Garwood Valley ist ein Tal, das sich unmittelbar südlich des Kap Chocolate direkt zur Scott-Küste des ostantarktischen Viktorialands öffnet. Es zählt zu den antarktischen Trockentälern, abgesehen vom Garwood-Gletscher am oberen Talende ist es eisfrei. Schmelzwasser der Garwood- und Joyce-Gletscher werden über den etwa 13 km langen Garwood-River in das Rossmeer entwässert. Unter einer 10 bis 20 cm dicken Sedimentschicht befinden sich in den unteren ca. 7 km des Tals Reste des Ross-Schelfeises.
Thomas Griffith Taylor, Leiter der Westgruppe bei der Terra-Nova-Expedition (1910–1913) des britischen Polarforschers Robert Falcon Scott, benannte es nach dem britischen Geologen Edmund Johnston Garwood (1864–1949).